# Britanski hokejski hram slavnih
Britanski hokejski hram slavnih, ki je bil ustanovljen leta 1948, vsebuje najboljše britanske hokejiste, trenerje, sodnike in funkcionarje. Ustanovil ga je britanski časopis Ice Hockey World, ki je leta 1958 propadel, z njim pa tudi hram slavnih. Toda leta 1986 pa ga je združenje britanskih hokejskih novinarjev IHJUK ponovno obudilo.

## Sprejeti
| Hokejist                | Sprejet |
| ----------------------- | ------- |
| Alan Weeks              | 1988    |
| Alastair Brennan        | 1990    |
| Alec Goldstone          | 1992    |
| Alex Dampier            | 1995    |
| Alex 'Sandy' Archer     | 1993    |
| Alfie Miller            | 1989    |
| Annette in Allan Petrie | 2005    |
| Archie Stinchcombe      | 1951    |
| Art Child               | 1993    |
| Art Hodgins             | 1989    |
| B.M. 'Peter' Patton     | 1950    |
| Benny Lee               | 1995    |
| Bert Peer               | 1955    |
| Bill Booth              | 1989    |
| Bill Glennie            | 1951    |
| Billy Brennan           | 2004    |
| Blaine Sexton           | 1950    |
| Bob Wyman               | 1993    |
| Bobby Lee               | 1949    |
| Carl Erhardt            | 1950    |
| Charlie Knott jr        | 2004    |
| Chris Kelland           | 2002    |
| Clarence 'Sonny' Rost   | 1955    |
| Derek Reilly            | 1987    |
| 'Doc' Kellough          | 1950    |
| Earl Carlson            | 1998    |
| Edgar 'Chirp' Brenchley | 1993    |
| Ernie Leacock           | 1987    |
| Floyd Snider            | 1951    |
| Frank Dempster          | 1992    |
| Freddie Meredith        | 2003    |
| Gary Stefan             | 2000    |
| George Beach            | 1989    |
| George McNeil           | 1956    |
| Gerry Davey             | 1949    |
| Gib Hutchinson          | 1951    |
| Glynne Thomas           | 1991    |
| Gordie Poirer           | 1948    |
| Gordon Dailley          | 1993    |
| Gordon Latto            | 1999    |
| Harvey 'Red' Stapleford | 1986    |
| Ian Cooper              | 2002    |
| Ian Wight               | 1993    |
| J.F. 'Bunny' Ahearne    | 1986    |
| J.J. 'Icy' Smith        | 1988    |
| Jack Dryburgh           | 1991    |
| Jack Kilpatrick         | 1993    |
| Jack Wharry             | 1994    |
| Jackson McBride         | 2008    |
| James 'Tiny' Syme       | 2006    |
| Jim Lynch               | 2001    |
| Jimmy Borland           | 1993    |
| Jimmy Chappell          | 1993    |
| Jimmy Foster            | 1950    |
| Jimmy Spence            | 2006    |
| Joanne Collins          | 2008    |
| Joe Beaton              | 1950    |
| John Lawless            | 1997    |
| John Rost               | 1991    |
| Johnny Carlyle          | 1988    |
| Johnny Coward           | 1993    |
| Johnny Murray           | 1996    |
| Johnny Oxley            | 2008    |
| Keith 'Duke' Campbell   | 1948    |
| Keith Kewley            | 2005    |
| Ken Swinburne           | 2006    |
| Kevin Conway            | 2005    |
| Lawrence Lovell         | 1992    |
| Les Anning              | 1999    |
| Les Strongman           | 1987    |
| Lou Bates               | 1950    |
| Marshall Key            | 2007    |
| Micky Curry             | 1994    |
| Mike Blaisdell          | 2004    |
| Mike Urquhart           | 2007    |
| Nico Toeman             | 1993    |
| Norman de Mesquita      | 2002    |
| Pat Marsh               | 1988    |
| Paul Adey               | 2006    |
| Percy Nicklin           | 1988    |
| Peter 'Jonker' Johnson  | 1989    |
| Phil Drackett           | 2007    |
| R.G. 'Bobby' Giddens    | 1986    |
| Rick Brebant            | 2004    |
| Roy Halpin              | 1986    |
| Roy Shepherd            | 1999    |
| Sam Stevenson           | 1986    |
| Scott Neil              | 2007    |
| Shannon Hope            | 1999    |
| Sir Arthur Elvin        | 1990    |
| Stephen Cooper          | 2003    |
| Terry Matthews          | 1987    |
| Thomas 'Red' Imrie      | 1987    |
| Thomas 'Tuck' Syme      | 2005    |
| Tommy Lauder            | 1951    |
| Vic Batchelder          | 2000    |
| Victor 'Chick' Zamick   | 1951    |
| Wally 'Pop' Monson      | 1955    |
| Willie Clark            | 1993    |
| Willie Kerr Snr         | 1990    |